# Harry Fox
Harry Fox (Pomona, 25 de mayo de 1882 – Los Ángeles, 20 de julio de 1959) fue un bailarín de vodevil y comediante de nacionalidad estadounidense, famoso principalmente por dar nombre al baile foxtrot. Sus pasos fueron recogidos por el profesor de baile F. L. Clendenen en su libro de 1914 Dance Mad, con la frase "El Foxtrot, como lo baila Mr. Fox".  

## Resumen biográfico
Su verdadero nombre era Arthur Carringford, y nació en Pomona (California). 
Harry Fox hizo algunas grabaciones de canciones populares y actuó en algunos filmes mudos, destacando su interpretación en el serial "Beatrice Fairfax". En los inicios del cine sonoro rodó algunos cortos como "Harry Fox and his American Beauties" y "The Fox and the Bee" (junto a su pareja y esposa Beatrice), pero en la década de 1930 su fama había desaparecido y únicamente hacía pequeños papeles para el cine.
En la década de 1920 estuvo brevemente casado con Jenny Dolly, una de las famosas Hermanas Dolly, gemelas e intérpretes de las Ziegfeld Follies. En 1945 se estrenó la película biográfica "The Dolly Sisters", en la que se muestra su matrimonio, que tuvo lugar mientras se desarrollaba la Primera Guerra Mundial, el posterior divorcio, y una reunión tras el accidente de Jenny Dolly.  
Harry Fox falleció en Woodland Hills (Los Ángeles), California, en 1959, por causas naturales. Fue enterrado en el Cementerio San Fernando Mission, de Mission Hills, California.